# Peter Åslin
Karl Peter Åslin, född 21 september 1962 i Norrtälje, död 19 januari 2012 i Leksand, var en svensk ishockeymålvakt. Han räknas till de svenska stormålvakterna och tog under karriären tre SM-guld och ett VM-guld.

## Karriär
Peter Åslin var känd för sina snabba reflexer och sin styrka i närkamperna. Han slog igenom i unga år och debuterade i Norrtälje IK:s A-lag redan som 14-åring. 1981 gjorde han debut i Elitserien för AIK, och som lagets andremålvakt bakom Gunnar Leidborg var han med om att vinna två SM-tecken 1982 och 1984. Han valde sedan att flytta till Dalarna för att få chansen som förstemålvakt. Han spelade en säsong i Mora IK och var sedan under flera år en tongivande spelare i Leksands IF. 1988/89 förde han laget till finalspel, där det blev förlust mot Djurgården efter 1–3 i matcher. 1990 flyttade han till HV71 där han spelade fem säsonger och vann SM-guld 1994/95. De sista åren i karriären provade Åslin på att spela ute i Europa och hann med tyska laget ETC Timmendorfer Strand, finska Kärpät och engelska London Knights. Han avslutade karriären 1999, då han var 37 år gammal.
Åslin hade även en lång landslagskarriär, även om han oftast fick rollen som reserv. Han var länge tredjemålvakt i Tre Kronor bakom Pekka Lindmark och Rolf Ridderwall. Under VM 1986 i Moskva stod Åslin för en bejublad insats i en avgörande match om VM-guld mot Sovjetunionen. Det har beskrivits som hans livs match, men slutresultatet blev 3-2 till Sovjetunionen. Åslin blev världsmästare i Prag 1992, men fick återigen stå tillbaka, denna gång till förmån för den unge förstemålvakten Tommy Söderström. Landslagskarriären tog abrupt slut vid VM 1993 i München då han, efter att ha blivit skadad, gav sig ut på en runda i Münchens nattliv. Förbundskapten Curre Lundmark skickade omedelbart hem Åslin från turneringen. 
Åslin arbetade även som snickare och var ungdomstränare i Enebyberg och Norrtälje. Han hade också målvaktskurser i Stockholmsområdet och förekom i radion som expertkommentator. Efter elithockeykarriären flyttade han till Leksand där han var ungdomsledare i föreningen. Sonen David (f. 1989) är också hockeyspelare och debuterade 18 år gammal i Leksands A-lag. 
Vid 48 års ålder drabbades Åslin av en stroke som han aldrig återhämtade sig ifrån, och ett år senare, i januari 2012, avled han i sitt hem i Leksand.

## Meriter
- Invald som nummer 97 i Svensk ishockeys Hall of Fame.
- Svenska mästerskapet
  - Mästare med AIK säsongen 1981/82
  - Mästare med AIK säsongen 1983/84 (finalseger över Djurgårdens IF, 3-0 i matcher)
  - Mästare med HV 71 säsongen 1994/95 (finalseger över Brynäs IF, 3-2 i matcher)
  - Vice mästare med Leksands IF säsongen 1988/89 (finalförlust mot Djurgårdens IF, 1-3 i matcher)
- Världsmästerskap
  - Guld 1992
  - Silver 1986, 1990, 1993
  - JVM-Guld 1981
- Olympiska spelen
  - Brons 1988

## Klubbar
- Norrtälje IK
- AIK 1980-84
- Mora IK 1984/85
- Leksands IF 1985-90
- HV 71 1990-95
- ETC Timmendorfer Strand (Tyskland) 1996/97
- Leksands IF 1997/98
- Kärpät (Uleåborg, Finland) 1998/99
- London Knights (Storbritannien) 1998/99
- Norrtälje IK